# Fernando Legal
Fernando Legal (ur. 17 grudnia 1931 w São Paulo, zm. 22 sierpnia 2023 tamże) – brazylijski duchowny rzymskokatolicki, w latach 1989–2008 biskup São Miguel Paulista.

## Życiorys
Święcenia kapłańskie przyjął 8 grudnia 1959. 28 marca 1980 został prekonizowany biskupem Itapeva. Sakrę biskupią otrzymał 31 maja 1980. 25 kwietnia 1985 został mianowany biskupem Limeira, a 15 marca 1989 biskupem São Miguel Paulista. 9 stycznia 2008 przeszedł na emeryturę.